# Am Neuen Sültekop
Am Neuen Sültekop ist eine Ortslage im Norden der bergischen Großstadt Wuppertal.

## Lage und Beschreibung
Die Ortslage liegt im Norden des Wohnquartiers Uellendahl-Ost im Stadtbezirk Uellendahl-Katernberg auf einer Höhe von 292 m ü. NHN an der Straße Westfalenweg. Der Name Am Neuen Sültekop ist als eigenständige Bezeichnung für diese Ortslage mehrheitlich nicht mehr im Bewusstsein der Bevölkerung vorhanden, der ursprüngliche Wohnplatz ist in der Wohnbebauung entlang des Westfalenwegs aufgegangen.
Am Neuen Sültekop liegt nördlich des Westfalenwegs, unmittelbar benachbart ist die Ortslage Soltenkopf südlich der Straße. Weitere benachbarte Orte sind die Höfe und Ortslagen Grünenbaum, Am Hartkopfshäuschen, Webershaus, Neuenbaum, Am Neuen Haus und In den Siepen.
In der lokalen Mundart wurde der Ort auch als on neuen Söltekop oder om Senken bezeichnet.

## Geschichte
Im 19. Jahrhundert gehörte Am Neuen Sültekop zu den Außenortschaften der Bauerschaft und der Kirchengemeinde Dönberg in der Bürgermeisterei Hardenberg, die 1935 in Neviges umbenannt wurde. Damit gehörte es von 1816 bis 1861 zum Kreis Elberfeld und ab 1861 zum alten Kreis Mettmann. Der Ort lag damals direkt an der Grenze der Bauerschaft zur Uellendahler Rotte der Oberbürgermeisterei Elberfeld.
Im Gemeindelexikon für die Provinz Rheinland von 1888 werden ein Wohnhaus mit neun Einwohnern angegeben. Der ort wird als Söltenkopf bezeichnet.
An Am Neuen Sültekop verlief ein Kohlenweg von Sprockhövel nach Elberfeld (hier der heutige Westfalenweg), auf dem im ausgehenden 18. Jahrhundert und in der ersten Hälfte des 19. Jahrhunderts Steinkohle von den Zechen im südlichen Ruhrgebiet zu den Fabriken im Wuppertal transportiert wurde, das in dieser Zeit das industrielle Herz der Region war.
Mit der Kommunalreform von 1929 wurde der südliche Teil Dönbergs von Neviges abgespalten und mit weiteren, außerhalb von Dönberg liegenden Nevigeser Ortschaften in die neu gegründete Stadt Wuppertal eingemeindet, so auch Am Neuen Sültekop. Nördlich von Am Neuen Sültekop verlief bis 1975 die Stadtgrenze zwischen Wuppertal und Neviges, südlich davon bis 1929 die von Neviges zu Elberfeld. Durch die nordrhein-westfälische Gebietsreform kam Neviges mit Beginn des Jahres 1975 zur Stadt Velbert und das restliche Dönberg wurde ebenfalls in Wuppertal eingemeindet. Dadurch verlor Am Neuen Sültekop endgültig seine Grenzlage.